# 김정하 (배우)
김정하(金政河, 1954년 4월 26일 ~ )은 대한민국의 배우이다.

## 이력
1971년 연극배우 첫 데뷔하였고 같은 해 1971년 뮤지컬배우 데뷔하였으며 1972년 MBC 5기 공채 탤런트로 선발되었다.

## 출연작

### 영화
- 《트라이앵글》 (2009년) - 아줌마 역
- 《허브》 (2007년) - 중년부인 역
- 《그해 여름》 (2006년) - 수내리 아줌마 역
- 《애》 (1999년) - 김숙희 역
- 《여자일기》 (1995년)
- 《서울의 달빛》 (1991년)
- 《건드리지 좀 마》 (1989년)
- 《단단한 놈》 (1989년)
- 《삼박골 보리밭》 (1988년) - 공심네 역
- 《고속도로》 (1987년)
- 《한쪽날개의 천사》 (1987년)
- 《헬로 임꺽정》 (1987년)
- 《외계에서 온 우뢰매 2》 (1986년) - 외계 3인 역
- 《뽕》 (1986년)
- 《나팔수》 (1979년)
- 《도시의 사냥꾼》 (1979년)
- 《관세음보살》 (1978년)
- 《초분》 (1977년)

### 드라마
- 《막돼먹은 영애씨 17》 (2019년, tvN) - 김정하 역
- 《막돼먹은 영애씨 16》 (2017년, tvN) - 김정하 역
- 《아버지가 이상해》 (2017년, KBS2)
- 《막돼먹은 영애씨 15》 (2016년, tvN) - 김정하 역
- 《막돼먹은 영애씨 14》 (2015년, tvN) - 김정하 역
- 《왔다 장보리》 (2014년, MBC)
- 《잉여공주》 (2014년, tvN) - 119에 신고하는 목격자 역
- 《막돼먹은 영애씨 13》 (2014년, tvN) - 김정하 역
- 《막돼먹은 영애씨 12》 (2013년, tvN) - 김정하 역
- 《못난이 주의보》 (2013년, SBS) - 유정연의 어머니 역
- 《메디컬 탑팀》 (2013년, MBC) - 범준의 엄마 역
- 《스캔들 : 매우 충격적이고 부도덕한 사건》 (2013년, MBC) - 어머니 역
- 《막돼먹은 영애씨 11》 (2012년, tvN) - 김정하 역
- 《막돼먹은 영애씨 10》 (2012년, tvN) - 김정하 역
- 《막돼먹은 영애씨 9》 (2011년, tvN) - 김정하 역
- 《스캔들 : 매우 충격적이고 부도덕한 사건》 (2013년, MBC) - 어머니 역
- 《메이퀸》 (2012년, MBC) - 홍철이의 엄마 역
- 《다섯 손가락》 (2012년, SBS) - 이강의 어머니 역
- 《당신이 잠든 사이》 (2011년, SBS) - 경호의 엄마 역
- 《시크릿 가든》 (2010년, SBS) - 주원의 엄마 역
- 《나는 전설이다》 (2010년, SBS) - 할머니 역
- 《막돼먹은 영애씨 8》 (2010년, tvN) - 김정하 역
- 《막돼먹은 영애씨 7》 (2010년, tvN) - 김정하 역
- 《당신 참 예쁘다》 (2011년, MBC) - 어머니 역
- 《막돼먹은 영애씨 6》 (2009년, tvN) - 김정하 역
- 《황금물고기》 (2010년, MBC) - 정호의 엄마 역
- 《제중원》 (2010년, SBS) - 황정의 엄마 역
- 《별순검 3》 (2010년, MBC) - 박충옥 어머니 母 역
- 《당돌한 여자》 (2010년, SBS) - 규진이 어머니 역
- 《이웃집 웬수》 (2010년, SBS) - 성재의 엄마 역
- 《지붕뚫고 하이킥!》 (2010년, MBC) - 정보석의 어머니 母 역
- 《망설이지마》 (2009년, SBS) - 달수의 어머니 역
- 《천사의 유혹》 (2009년, SBS) - 어머니 역
- 《태양을 삼켜라》 (2009년, SBS) - 정우 母 역
- 《멈출 수 없어》 (2009년, MBC) - 병주의 엄마 역
- 《자명고》 (2009년, SBS) - 자명의 엄마 역
- 《사랑은 아무나 하나》 (2009년, SBS) - 풍란의 엄마 역
- 《신데렐라맨》 (2009년, MBC) - 대산 母, 준희 母 역
- 《녹색마차》 (2009년, SBS) - 석종의 엄마 역
- 《남자 이야기》 (2009년, KBS) - 윤정 역
- 《천추태후》 (2009년, KBS) - 천추태후의 어머니 역
- 《솔약국집 아들들》 (2009년, KBS) - 간호사 역
- 《집으로 가는 길》 (2009년, KBS) - 미령이의 엄마 역
- 《막돼먹은 영애씨 5》 (2009년, tvN) - 김정하 역
- 《청춘예찬》 (2009년, KBS) - 순자의 엄마 역
- 《막돼먹은 영애씨 4》 (2008년, tvN) - 김정하 역
- 《유리의 성》 (2008년, SBS) - 석진의 엄마 역
- 《하얀 거짓말》 (2008년, MBC) - 형우네 엄마 역
- 《아내의 유혹》 (2008년, SBS) - 교빈의 엄마 역
- 《사랑해, 울지마》 (2008년, MBC) - 영민이 엄마 역
- 《흔들리지마》 (2008년, MBC) - 수현이의 엄마 역
- 《큰 언니》 (2008년, KBS) - 학인의 어머니 역
- 《가문의 영광》 (2008년, SBS) - 주정의 어머니 역
- 《그분이 오신다》 (2008년, MBC) - 재숙이의 엄마 역
- 《막돼먹은 영애씨 3》 (2008년, tvN) - 김정하 역
- 《이산》 (2007년, MBC) - 이산의 어머니 역
- 《막돼먹은 영애씨 2》 (2007년, tvN) - 김정하 역
- 《막돼먹은 영애씨 1》 (2007년, tvN) - 김정하 역
- 《애정의 조건》 (2004, KBS2) 광택의 어머니 역
- 《대장금》 (2003년, MBC) _ 생각시 전각 훈육 상궁 역
- 《올인》 (2003년, SBS) - 인하의 엄마 역
- 《노란손수건》 (2003년, KBS) _ 유나의 어머니 역
- 《장희빈》 (2002년, KBS) - 희빈의 어머니 역
- 《야인시대》 (2002년, SBS) _ 진숙 역
- 《명성황후》 (2001년, KBS2) - 왕대비 홍씨 역
- 《여인천하》 (2001년, SBS) _ 장희빈 역
- 《황금 깃털》 (1997년, MBC)
- 《역사의 라이벌》 (1995년, KBS2)
- 《사랑이 꽃피는 교실》 (1994년, KBS1) - 인수 모 역
- 《산바람》 (1993년, MBC)
- 《두려움 없는 사랑》 (1992년, SBS)
- 《가을꽃 겨울나무》 (1991년, KBS2)
- 《똠방각하》 (1990년, MBC)
- 《서울 뚝배기》 (1990년, KBS1)
- 《대원군》 (1990년, MBC)
- 《사랑과 야망》 (1987년, MBC) - 정자 어머니 역
- 《사랑과 진실》 (1984년, MBC)
- 《들장미》 (1976년, MBC)
- 《신부일기》 (1975년, MBC) - 영숙 역